# LNFA Serie A 2023
La LNFA Serie A 2023 è la 29ª edizione del campionato di football americano di primo livello, organizzato dalla FEFA.

## Squadre partecipanti
| Club                   | Città                     | Stadio | Sponsor ufficiale | Risultato nella stagione 2022 |
| ---------------------- | ------------------------- | ------ | ----------------- | ----------------------------- |
| Alcobendas Cavaliers   | Alcobendas                |        |                   |                               |
| Badalona Dracs         | Badalona                  |        | Lidertel          |                               |
| Camioneros de Coslada  | Coslada                   |        |                   |                               |
| Gijón Mariners         | Gijón                     |        |                   |                               |
| Las Rozas Black Demons | Las Rozas de Madrid       |        | LG OLED           |                               |
| L'Hospitalet Pioners   | L'Hospitalet de Llobregat |        |                   |                               |
| Mallorca Voltors       | Palma di Maiorca          |        |                   |                               |
| Osos de Rivas          | Rivas-Vaciamadrid         |        |                   |                               |
| Valencia Firebats      | Valencia                  |        |                   |                               |
| Zaragoza Hurricanes    | Saragozza                 |        |                   |                               |

## Stagione regolare

### Calendario

#### 1ª giornata
| Gijón 14 gennaio 2023 | Gijón Mariners | – referto | Osos de Rivas | Complejo Deportivo Las Mestas |

| Las Rozas de Madrid 14 gennaio 2023 | Las Rozas Black Demons | – referto | Camioneros de Coslada | Campo de Rugby El Cantizal |

| Badalona 14 gennaio 2023 | Badalona Dracs | – referto | Zaragoza Hurricanes | Camp Municipal de Montigalà |

| Valencia 14 gennaio 2023 | Valencia Firebats | – referto | L'Hospitalet Pioners | Polideportivo Quatre Carreres |

#### 2ª giornata
| Coslada 21 gennaio 2023 | Camioneros de Coslada | – referto | Alcobendas Cavaliers | Polideportivo Valleaguado |

| Rivas-Vaciamadrid 21 gennaio 2023 | Osos de Rivas | – referto | Las Rozas Black Demons | Polideportivo Cerro del Telégrafo |

| Saragozza 21 gennaio 2023 | Zaragoza Hurricanes | – referto | Valencia Firebats | CDM David Cañada |

| L'Hospitalet de Llobregat 21 gennaio 2023 | L'Hospitalet Pioners | – referto | Mallorca Voltors | Stadio de la Feixa Llarga |

#### 3ª giornata
| Alcobendas 28 gennaio 2023 | Alcobendas Cavaliers | – referto | Osos de Rivas | Estadio José Caballero |

| Sa Vileta-Son Rapinya 28 gennaio 2023 | Mallorca Voltors | – referto | Zaragoza Hurricanes | Polideportivo Municipal de Son Moix |

#### 4ª giornata
| Coslada 4 febbraio 2023 | Camioneros de Coslada | – referto | Gijón Mariners | Polideportivo Valleaguado |

| Las Rozas de Madrid 4 febbraio 2023 | Las Rozas Black Demons | – referto | Alcobendas Cavaliers | Campo de Rugby El Cantizal |

| L'Hospitalet de Llobregat 4 febbraio 2023 | L'Hospitalet Pioners | – referto | Badalona Dracs | Stadio de la Feixa Llarga |

| Valencia 4 febbraio 2023 | Valencia Firebats | – referto | Mallorca Voltors | Polideportivo Quatre Carreres |

#### 5ª giornata
| Rivas-Vaciamadrid 11 febbraio 2023 | Osos de Rivas | – referto | Camioneros de Coslada | Polideportivo Cerro del Telégrafo |

| Gijón 11 febbraio 2023 | Gijón Mariners | – referto | Las Rozas Black Demons | Complejo Deportivo Las Mestas |

| Saragozza 11 febbraio 2023 | Zaragoza Hurricanes | – referto | L'Hospitalet Pioners | CDM David Cañada |

| Badalona 11 febbraio 2023 | Badalona Dracs | – referto | Valencia Firebats | Camp Municipal de Montigalà |

#### 6ª giornata
| Sa Vileta-Son Rapinya 18 febbraio 2023 | Mallorca Voltors | – referto | Badalona Dracs | Polideportivo Municipal de Son Moix |

| Alcobendas 18 febbraio 2023 | Alcobendas Cavaliers | – referto | Gijón Mariners | Estadio José Caballero |

#### 7ª giornata
| Valencia 25 febbraio 2023 | Valencia Firebats | – referto | Zaragoza Hurricanes | Polideportivo Quatre Carreres |

| Sa Vileta-Son Rapinya 25 febbraio 2023 | Mallorca Voltors | – referto | L'Hospitalet Pioners | Polideportivo Municipal de Son Moix |

| Alcobendas 25 febbraio 2023 | Alcobendas Cavaliers | – referto | Camioneros de Coslada | Estadio José Caballero |

| Las Rozas de Madrid 25 febbraio 2023 | Las Rozas Black Demons | – referto | Osos de Rivas | Campo de Rugby El Cantizal |

#### 8ª giornata
| Rivas-Vaciamadrid 4 marzo 2023 | Osos de Rivas | – referto | Gijón Mariners | Polideportivo Cerro del Telégrafo |

| Coslada 4 marzo 2023 | Camioneros de Coslada | – referto | Las Rozas Black Demons | Polideportivo Valleaguado |

| Saragozza 4 marzo 2023 | Zaragoza Hurricanes | – referto | Badalona Dracs | CDM David Cañada |

| L'Hospitalet de Llobregat 4 marzo 2023 | L'Hospitalet Pioners | – referto | Valencia Firebats | Stadio de la Feixa Llarga |

#### 9ª giornata
| Badalona 11 marzo 2023 | Badalona Dracs | – referto | L'Hospitalet Pioners | Camp Municipal de Montigalà |

| Gijón 11 marzo 2023 | Gijón Mariners | – referto | Camioneros de Coslada | Complejo Deportivo Las Mestas |

| Alcobendas 11 marzo 2023 | Alcobendas Cavaliers | – referto | Las Rozas Black Demons | Estadio José Caballero |

| Sa Vileta-Son Rapinya 11 marzo 2023 | Mallorca Voltors | – referto | Valencia Firebats | Polideportivo Municipal de Son Moix |

#### 10ª giornata
| Saragozza 18 marzo 2023 | Zaragoza Hurricanes | – referto | Mallorca Voltors | CDM David Cañada |

| Rivas-Vaciamadrid 18 marzo 2023 | Osos de Rivas | – referto | Alcobendas Cavaliers | Polideportivo Cerro del Telégrafo |

#### 11ª giornata
| Valencia 25 marzo 2023 | Valencia Firebats | – referto | Badalona Dracs | Polideportivo Quatre Carreres |

| Coslada 25 marzo 2023 | Camioneros de Coslada | – referto | Osos de Rivas | Polideportivo Valleaguado |

| Las Rozas de Madrid 25 marzo 2023 | Las Rozas Black Demons | – referto | Gijón Mariners | Campo de Rugby El Cantizal |

| L'Hospitalet de Llobregat 25 marzo 2023 | L'Hospitalet Pioners | – referto | Zaragoza Hurricanes | Stadio de la Feixa Llarga |

#### 12ª giornata
| Badalona 1º aprile 2023 | Badalona Dracs | – referto | Mallorca Voltors | Camp Municipal de Montigalà |

| Gijón 1º aprile 2023 | Gijón Mariners | – referto | Alcobendas Cavaliers | Complejo Deportivo Las Mestas |

### Classifiche
Le classifiche della regular season sono le seguenti:
- PCT = percentuale di vittorie, G = partite giocate, V = partite vinte,  P = partite perse, PF = punti fatti, PS = punti subiti

#### Girone Ovest
| Pos. | Squadra                | PCT  | G | V | N | P | PF | PS |
| ---- | ---------------------- | ---- | - | - | - | - | -- | -- |
| 1    | Alcobendas Cavaliers   | .000 | 0 | 0 | 0 | 0 | 0  | 0  |
| 2    | Camioneros de Coslada  | .000 | 0 | 0 | 0 | 0 | 0  | 0  |
| 3    | Gijón Mariners         | .000 | 0 | 0 | 0 | 0 | 0  | 0  |
| 4    | Las Rozas Black Demons | .000 | 0 | 0 | 0 | 0 | 0  | 0  |
| 5    | Osos de Rivas          | .000 | 0 | 0 | 0 | 0 | 0  | 0  |

#### Girone Est
| Pos. | Squadra              | PCT  | G | V | N | P | PF | PS |
| ---- | -------------------- | ---- | - | - | - | - | -- | -- |
| 1    | Badalona Dracs       | .000 | 0 | 0 | 0 | 0 | 0  | 0  |
| 2    | L'Hospitalet Pioners | .000 | 0 | 0 | 0 | 0 | 0  | 0  |
| 3    | Mallorca Voltors     | .000 | 0 | 0 | 0 | 0 | 0  | 0  |
| 4    | Valencia Firebats    | .000 | 0 | 0 | 0 | 0 | 0  | 0  |
| 5    | Zaragoza Hurricanes  | .000 | 0 | 0 | 0 | 0 | 0  | 0  |

## Playoff

### Tabellone
|  | Semifinali | Semifinali | Semifinali |  |  | XXIX Spanish Bowl | XXIX Spanish Bowl | XXIX Spanish Bowl |  |
|  |            |            |            |  |  |                   |                   |                   |  |
|  | 1O         | TBD        |            |  |  |                   |                   |                   |  |
|  | 1O         | TBD        |            |  |  |                   |                   |                   |  |
|  | 2E         | TBD        |            |  |  |                   |                   |                   |  |
|  | 2E         | TBD        | TBD        |  |  |                   |                   |                   |  |
|  |            |            |            |  |  |                   |                   |                   |  |
|  |            |            | TBD        |  |  |                   |                   |                   |  |
|  | 1E         | TBD        |            |  |  |                   |                   |                   |  |
|  | 1E         | TBD        |            |  |  |                   |                   |                   |  |
|  | 2O         | TBD        |            |  |  |                   |                   |                   |  |

### Semifinali
| 2023 | TBD | – | TBD |  |

| 2023 | TBD | – | TBD |  |

### XXIX Spanish Bowl
| 2023 | TBD | – | TBD |  |

## Verdetti
- TBD Campioni della Spagna 2023